# La camera d'ambra
La camera d'ambra (El salón de ámbar) è un romanzo del 1999 ed è il primo libro della scrittrice spagnola Matilde Asensi, che è stato best seller in Spagna.

## Trama

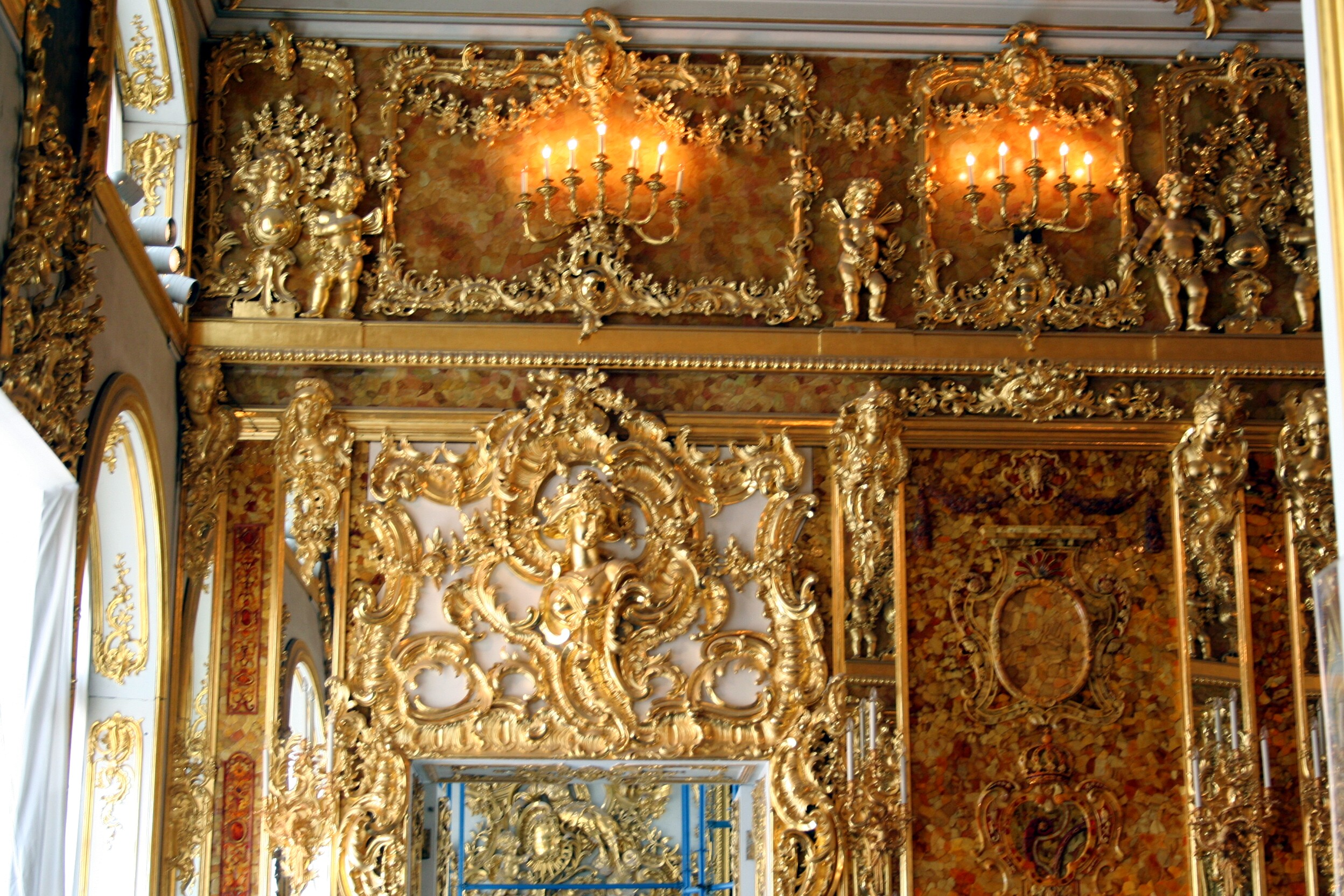
La camera d'ambra, ricostruita in San Pietroburgo.

La protagonista del romanzo è Ana Galdeano, una rispettabile antiquaria spagnola, che narra in prima persona la storia.
Ana fa parte di un gruppo di ladri e falsari di opere d'arte autodefinitosi "Il gruppo degli scacchi".
Nel 1941, durante la seconda guerra mondiale, l'esercito tedesco saccheggiò gli antichi palazzi degli zar a San Pietroburgo e trafugò in Germania molte opere d'arte di inestimabile valore, che scomparvero misteriosamente negli ultimi giorni della guerra. Tra queste opere fu anche smontata ed asportata la camera d'ambra, costituita da oltre 50 m² di lastre di ambra del Baltico, che sparì insieme agli altri tesori.
Dopo aver messo a segno un colpo in un castello sul lago di Costanza, il gruppo degli scacchi si rende conto di trovarsi sulle tracce della scomparsa "camera d'ambra", da molti definita una delle otto meraviglie del mondo. Capiscono però presto di non essere i soli a cercarla e da qui si sviluppa un'avventura ricca di colpi di scena, enigmi da risolvere, inganni e false rivelazioni.

## Personaggi
Gruppo degli scacchi
- Ana (Pedone): antiquaria spagnola, narratrice del racconto, e braccio operativo del gruppo.
- Josè (Cavallo): orologiaio e antiquario portoghese.
- Läufer (Alfiere): tedesco, genio dell'informatica, fonte di informazioni per il gruppo.
- Rook (Torre): broker inglese
- Donna (Regina): restauratrice italiana di opere d'arte e creatrice dei falsi per il gruppo.
- Roi (Re): francese, capo e fondatore del gruppo, che ne controlla e dirige tutte le attività.

## Edizioni

### In altre lingue
- El salón de ámbar (spagnolo)
- The amber room (inglese)
- Das Bernsteinzimmer (tedesco)